# Lysandra semicinnus
Lysandra semicinnus är en fjärilsart som beskrevs av Cabeau 1923. Lysandra semicinnus ingår i släktet Lysandra och familjen juvelvingar. Inga underarter finns listade i Catalogue of Life.